# Tuy Ninh, Thiệu Dương
Tuy Ninh (chữ Hán giản thể: 绥宁县, Hán Việt: Tuy Ninh huyện) là một huyện thuộc địa cấp thị Thiệu Dương, tỉnh Hồ Nam, Cộng hòa Nhân dân Trung Hoa. Tuy Ninh nằm ở phía tây của Hồ Nam. Huyện này có diện tích 2899 km2, dân số năm 2004 là 348.700 người. GDP của huyện Tuy Ninh năm 2004 à 2,08 tỷ nhân dân tệ, chính quyền đóng ở trấn Trường Phố. Huyện Tuy Ninh có mã số bưu chính 4226xx, mã vùng điện thoại là 0739. Phía bắc huyện này là dãy núi Tuyết Phong, phía nam là núi Đại Nam. Các ngọn núi chủ yếu ở huyện này có Cao Đỉnh Sơn, Ngưu Pha Đầu, Kê Công Pha và Thầnh Pha Sơn.